# Katyčiai
Katyčiai (deutsch Coadjuthen) ist ein Städtchen (Miestelis) im litauischen Bezirk Klaipėda. Der Ort ist Zentrum des Amtsbezirks (Seniūnija) Katyčiai und gehört zur Rajongemeinde Šilutė.

## Lage
Katyčiai liegt im Südwesten Litauens, im ehemaligen Memelland, etwa 24 Kilometer südwestlich des Gemeindesitzes Šilutė. Durch Katyčiai führt die Landstraße von Rukai nach Žemaičių Naumiestis. Durch den Ort fließt die Šyša (dt. Sziesze).

## Geschichte
Im Jahr 1874 wurde Coadjuthen (offenbar) Sitz eines Amtsbezirks im (Land)kreis Tilsit. Im Jahr 1920 erfolgte die Eingliederung in den Landkreis Pogegen (lit. Pagėgių apskritis) und im Jahr 1939 gelangte der Ort in den Landkreis Heydekrug.
Nach der Eingliederung in die Litauische Sozialistische Sowjetrepublik wurde Katyčiai im Jahr 1950 Sitz eines Umkreises (lit. apylinkė). Von 1977 bis 1995 gehörte der Ort zum Umkreis Usėnai. Seit 1995 ist Katyčiai Sitz eines Amtsbezirks. Als solcher bekam der Ort im Jahr 2011 ein Wappen.

## Einwohnerentwicklung

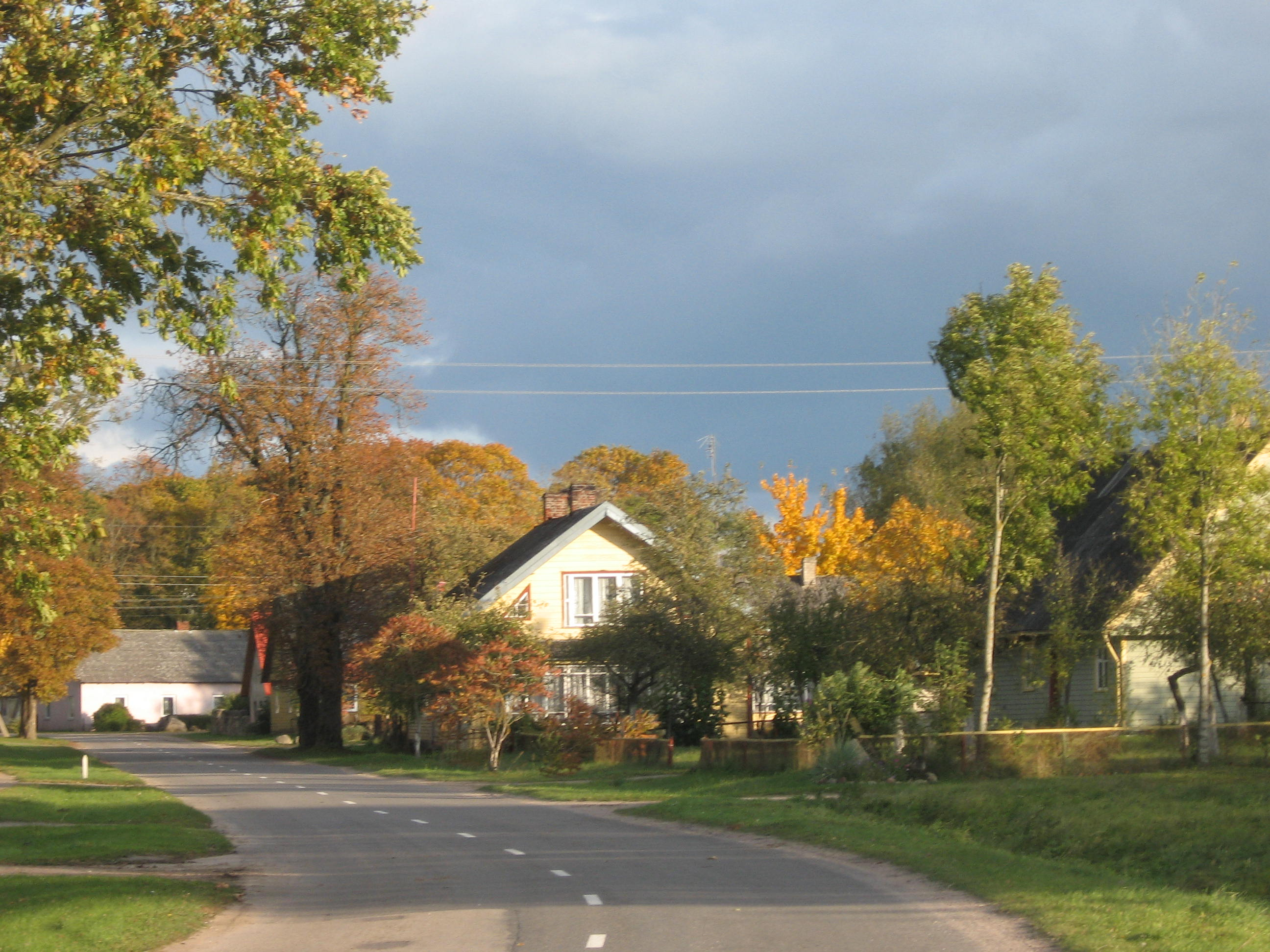
Die Hauptstraße von Katyčiai

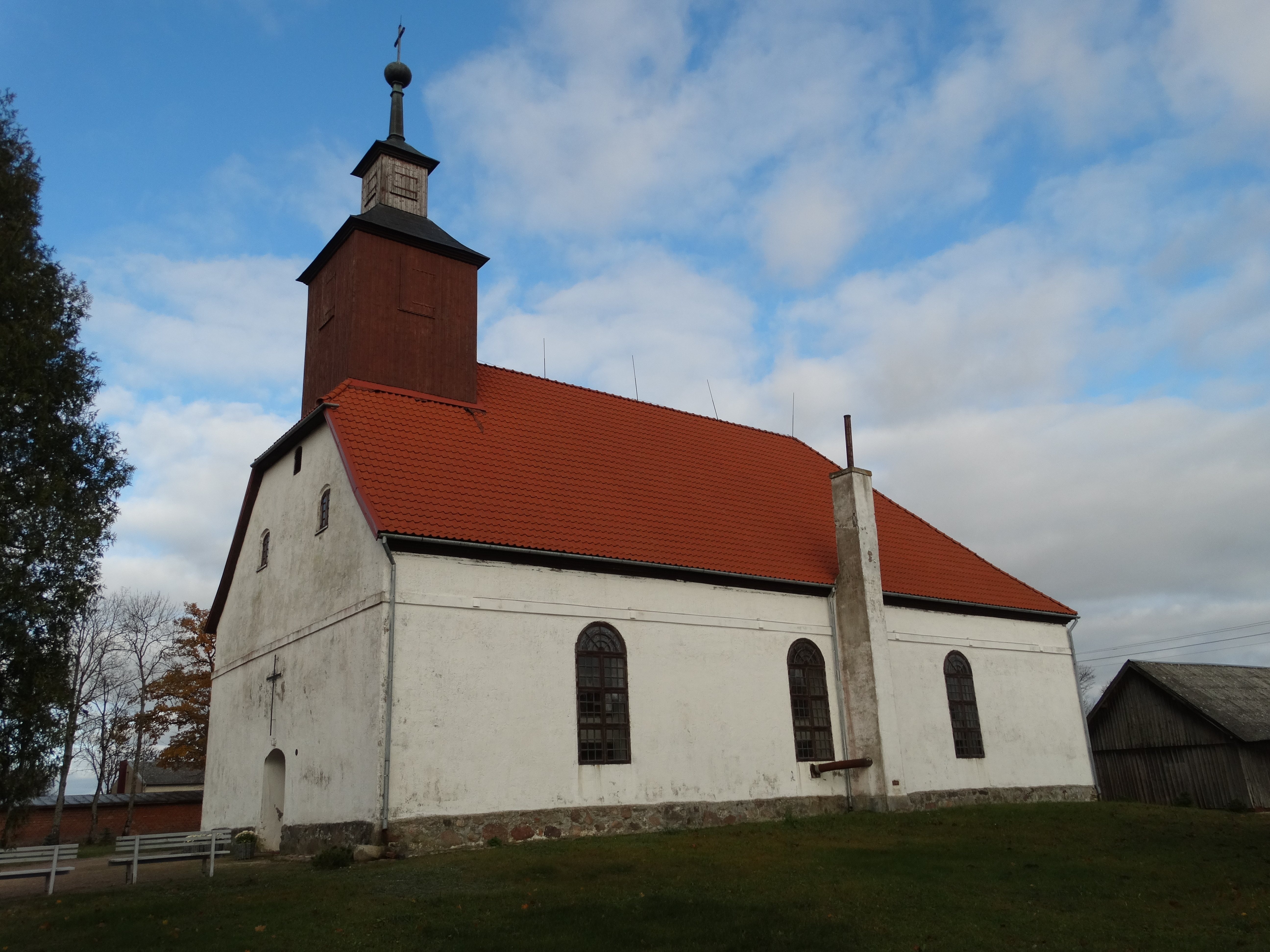
Evangelisch-lutherische Kirche, erbaut 1734

| Jahr | Einwohner |
| ---- | --------- |
| 1910 | 926       |
| 1959 | 639       |
| 1970 | 651       |
| 1979 | 674       |
| 2001 | 737       |
| 2011 | 526       |

## Schule
In Katyčiai gibt es eine Hauptschule.

## Amtsbezirk Katyčiai
Seit 1995 besteht die Katyčių seniūnija, die zur Rajongemeinde Šilutė gehört. Im Amtsbezirk sind neben dem Städtchen Katyčiai 15 Dörfer mit insgesamt 1109 Einwohnern auf einer Fläche von 63,0 km² zusammengeschlossen (Stand 2011). Der Amtsbezirk ist seit 2009 in die drei Unterbezirke (lit. Seniūnaitija) Katyčių seniūnaitija, Stubrių seniūnaitija und Versmininkų seniūnaitija eingeteilt. Zum Amtsbezirk gehören:

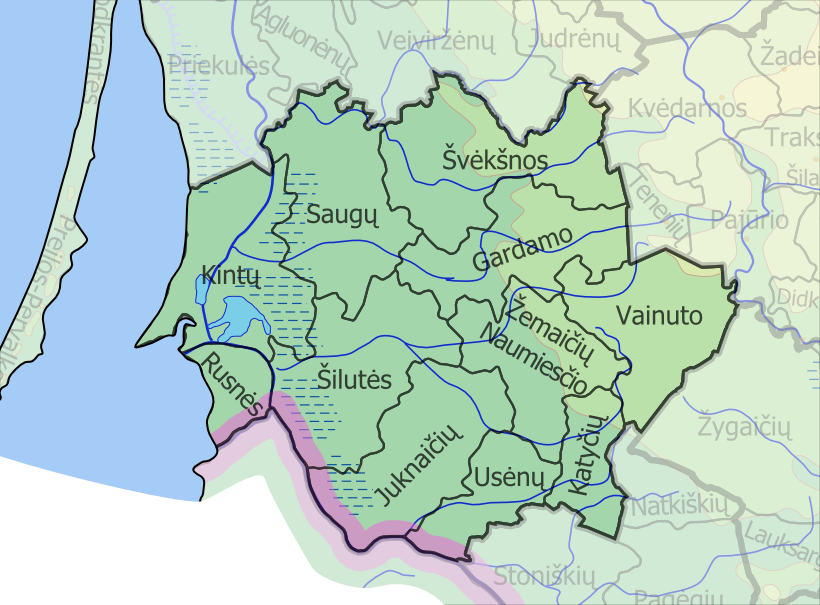
Lage des Amtsbezirks Katyčiai im Südosten der Rajongemeinde Šilutė

| Ortsname     | deutscher Name   | Unterbezirk  |
| ------------ | ---------------- | ------------ |
| Akmeniškiai  | Ackmonischken    | Versmininkai |
| Antšyšiai    | Altweide         | Katyčiai     |
| Katyčiai     | Coadjuthen       | Katyčiai     |
| Kažemėkai    | Kaszemelken      | Stubriai     |
| Kekersai     | Kekersen         | Stubriai     |
| Krauleidžiai | Mikut-Krauleiden | Stubriai     |
| Mediškiemiai | Medischkehmen    | Versmininkai |
| Molgiriai    | Mohlgirren       | Stubriai     |
| Naustubriai  | Neustubbern      | Stubriai     |
| Skersviečiai | Skerswethen      | Stubriai     |
| Stubriai     | Stubbern         | Stubriai     |
| Šlauniai     | Schlaunen        | Stubriai     |
| Uikšiai      | Uigschen         | Katyčiai     |
| Ulozai       | Ullosen          | Katyčiai     |
| Užkamoniai   | Uszkamonen       | Stubriai     |
| Versmininkai | Wersmeningken    | Versmininkai |